# Miguel Portas

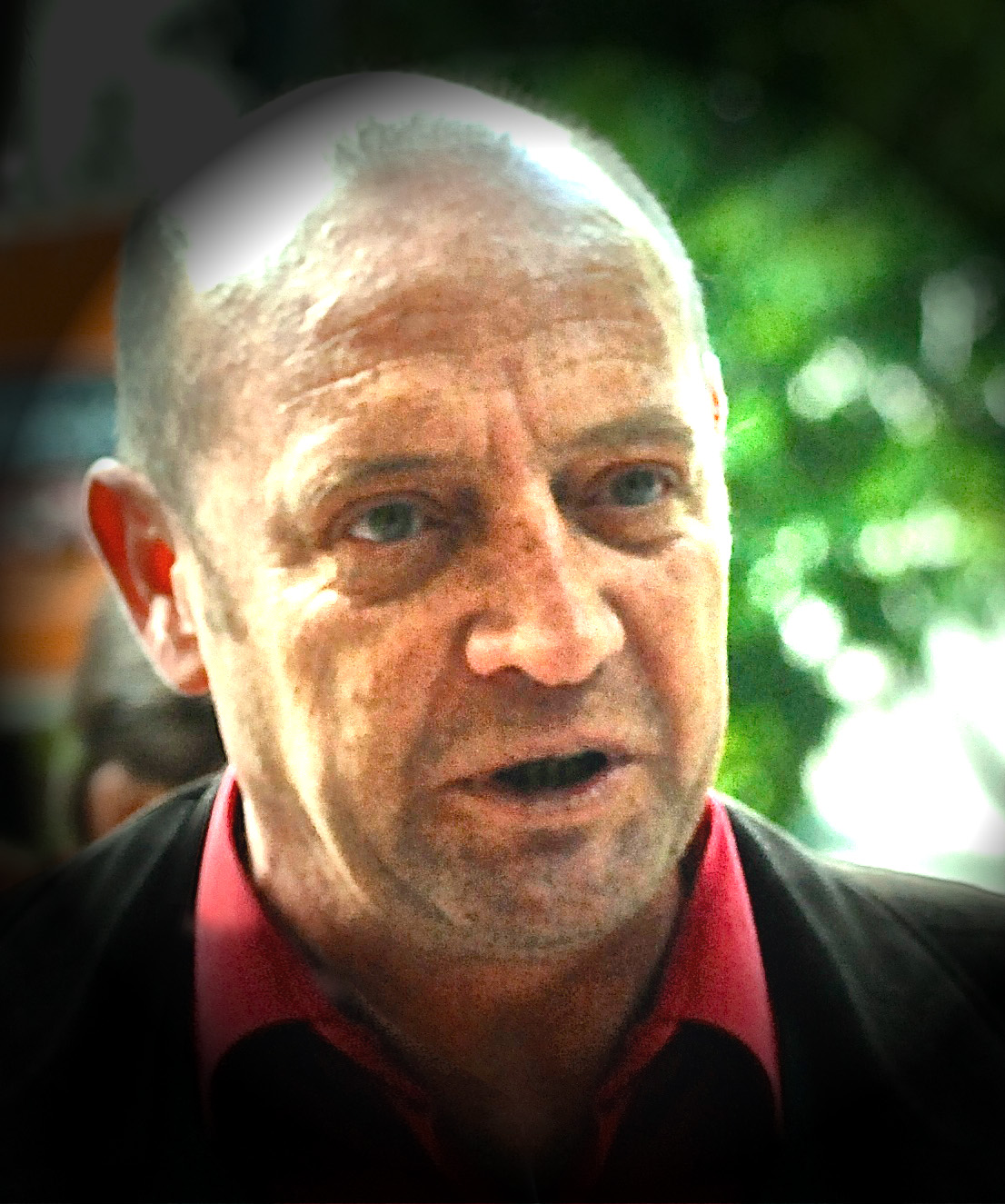
2009

Miguel Portas (* 1. Mai 1958 in Lissabon; † 24. April 2012 in Antwerpen) war ein portugiesischer Politiker des Bloco de Esquerda. Er gehörte dem Europäischen Parlament von 2004 bis zu seinem Tod an.

## Leben
Portas war Wirtschaftswissenschaftler, nachdem er auf dem Instituto Superior de Economia e Gestão in Lissabon studiert hatte, und arbeitete als Beauftragter für Kultur im Bezirk Ourique und für soziokulturelle Angelegenheiten im Hinterland der Algarve sowie als Ausbilder von Entwicklungsträgern. Über viele Jahre war er als Journalist für mehrere Zeitungen und Zeitschriften tätig, unter anderem war er Direktor der Kulturzeitschrift Contraste, internationaler Herausgeber der Zeitschrift Revista und der Wochenzeitung Expresso und Chefredakteur der Wochenzeitung Já. Außerdem beschäftigte er sich in drei Büchern und zwei Dokumentarserien für das Fernsehen, die er auch moderierte, mit dem Mittelmeer.
Portas gehörte zunächst der PCP an, ehe er 1989 Mitbegründer der Plataforma de Esquerda wurde. Anfang der 1990er Jahre war er als Berater des Bürgermeisters von Lissabon für kulturelle und städtebauliche Angelegenheiten tätig. 1994 gründete er die Partei Política XXI, die als eine der Vorgängerparteien des 1999 gegründeten Bloco de Esquerda gilt. Die BE kandidierte 1999 erstmals für das Europäische Parlament, schaffte aber mit 1,74 Prozent der Stimmen den Einzug nicht. 2004 trat die Partei wieder an, diesmal erhielt sie 4,92 Prozent, was für den Einzug Portas’ in das Europaparlament reichte. 2009 trat die Partei zum dritten Mal in Folge mit Portas als Spitzenkandidaten an und erzielte mit 10,73 Prozent der Stimmen ein Rekordergebnis.
Miguel Portas starb an Lungenkrebs. Er war der ältere Bruder von Paulo Portas.